# 16 janvier
Pour les articles homonymes, voir Seize-Janvier.
16 décembre 16 février
Chronologies thématiques
- Croisades
- Ferroviaires
- Sports
- Disney
- Anarchisme
- Catholicisme

Abréviations / Voir aussi
- (° 1852) = né en 1852
- († 1885) = mort en 1885
- a.s. = calendrier julien
- n.s. = calendrier grégorien
- Calendrier
- Calendrier perpétuel
- Liste de calendriers
- Naissances du jour

Le 16 janvier est le 16e jour de l'année du calendrier grégorien.
Il reste 349 jours avant la fin de l'année, 350 lorsqu'elle est bissextile.
C'était généralement le 27e jour du mois de nivôse dans le calendrier républicain ou révolutionnaire français, officiellement dénommé jour du plomb.

## Événements

### Iersiècleav. J.-C.
- -27 : début du règne d'Auguste, en tant qu'empereur romain.

### VIesiècle
- 550 : au cours de la guerre des Goths, les Ostrogoths du roi Totila s'emparent de Rome après un long siège et après avoir soudoyé la garnison.

### Xesiècle
- 929 : Abd al-Rahman III prend le titre de calife de Cordoue au sud de l'actuelle Espagne.

### XIIIesiècle
- 1235 : mariage du duc Jean Ier de Bretagne avec Blanche de Champagne.

### XVIesiècle
- 1547 : sacre du tsar Ivan IV de Russie.
- 1556 : abdication de Charles Quint en faveur de son fils aîné de 28 ans Philippe (II) en tant que roi des Espagnes.

### XVIIIesiècle
- 1778 : la France reconnaît l'indépendance des États-Unis.

### XIXesiècle
- 1809 : bataille de La Corogne en Galice.
- 1812 : bataille d'Almagro.
- 1815 : naissance du Royaume-Uni de Portugal, du Brésil et des Algarves.

### XXesiècle
- 1906 : ouverture de la conférence d'Algésiras.
- 1916 : le paquebot de passagers britannique S. S. Appam est capturé par le croiseur allemand SMS Möwe (Première Guerre mondiale).
- 1917 : émission du télégramme Zimmermann.
- 1919 : fin de la "semaine tragique" en Argentine.
- 1925 : Léon Trotski est écarté de la présidence du conseil de la révolution russe.
- 1947 : élection de Vincent Auriol à la présidence de la République française.
- 1954 : début du mandat de président de la République de René Coty, le deuxième et dernier président de la IVe après le précédent Monsieur Auriol.
- 1956 : introduction d'une nouvelle Constitution qui renforce les pouvoirs du président Gamal Abdel Nasser en Égypte.
- 1957 : un attentat au bazooka est commis par l'ORAF contre le général compatriote français de ses membres Raoul Salan.
- 1966 : Johnson Aguiyi-Ironsi prend le pouvoir au Nigeria.
- 1969 : immolation de Jan Palach à Prague.
- 1977 : échec de la tentative de coup d’État au Bénin menée par Bob Dénard.
- 1979 : exil du chah d'Iran Mohammad Reza Pahlavi.
- 1992 :
  - signature des accords de Paix de Chapultepec.
  - Prise de fonctions de Mohamed Boudiaf comme président de l'Algérie, revenu de son exil marocain ; il sera assassiné en plein "meeting" cinq mois plus tard.
- 1998 : dissolution du Parti du bien-être en Turquie.
- 2000 : élection de Ricardo Lagos à la présidence du Chili.

### XXIesiècle
- 2001 : assassinat du président congolais (Kinshasa) Laurent-Désiré Kabila, auquel un de ses fils Joseph Kabila va succéder pour environ vingt années.
- 2014 : Evans Paul devient premier ministre de Haïti.
- 2016 : la progressiste Tsai Ing-wen remporte l'élection présidentielle taïwanaise et sera réélue en 2020.
- 2018 : démission du premier ministre roumain Mihai Tudose, dont la successeure l'eurodéputée Viorica Dăncilă est chargée de former un nouveau gouvernement.
- 2020 : Mikhaïl Michoustine devient à son tour président du gouvernement après la démission de son prédécesseur Dmitri Medvedev en Russie[1].
- 2022 : en Serbie, un référendum autorise le projet de révision de la Constitution dans ses dispositions relatives au pouvoir judiciaire[2]. Les résultats définitifs sont attendus pour le vendredi 21 février[3].
- 2025 : 
  - en Bulgarie, Rossen Jeliazkov est nommé Premier ministre[4].
  - à Vanuatu, les élections législatives ont lieu afin de renouveler pour quatre ans les cinquante-deux sièges du Parlement. Le scrutin intervient de manière anticipée un an avant la date prévue[5].

## Arts, culture et religion
- 1120 : ouverture du concile de Naplouse qui institue une milice d'où émergera l'Ordre du Temple.
- 1800 : première de l'opéra-comique en trois actes les Deux journées ou le Porteur d'eau de Luigi Cherubini au théâtre Feydeau à Paris.
- 1932 : Louis Aragon est inculpé par le gouvernement français pour « excitation de militaires à la désobéissance et provocation au meurtre dans un but de propagande anarchiste », à la suite de la publication du poème Front rouge dans la revue soviétique Littérature de la révolution mondiale en juillet 1931[6].
- 1964 : les Beatles donnent leur premier concert à l'Olympia en France, avec en vedettes américaines Pierre Vassiliu, Sylvie Vartan et Trini Lopez[7].
- 1990 : l'Union soviétique rend sa nationalité soviétique au violoncelliste Mstislav Rostropovitch.
- 2004 : le patriarche de Constantinople procède à la canonisation de cinq saints russes ayant vécu en France dans la première moitié du XXe siècle : Alexis d'Ugine († 1934) et quatre martyrs morts en déportation. Ils sont les nouveaux "saints russes de France".
- 2007 : sortie de l'extension du MMORPG World of Warcraft The Burning Crusade.

## Sciences et techniques
- 1937 : premier vol expérimental du prototype Lioré et Olivier LeO 451.
- 1947 : le Gloster Meteor MK 4 britannique devient l'avion à réaction le plus rapide du monde.
- 1969 : les deux vaisseaux spatiaux soviétiques  Soyouz 4 et Soyouz 5  réussissent le premier amarrage en orbite.
- 1986 : réception officielle du professeur Jean Hamburger (1909-1992) à l'Académie française.
- 2003 : décollage de la navette spatiale Columbia pour la mission STS-107 au cours de laquelle un morceau de mousse isolante du réservoir principal se détache et percute son bouclier thermique, ce qui s'avérera fatal et amènera à sa désintégration lors de son retour dans l'atmosphère le 1er février.
- 2005 : une Roumaine de 67 ans donne naissance à une petite fille grâce à une fécondation in vitro.
- 2025 : début d'une parade planétaire[8],[9].

## Économie et société
- 1362 : raz-de-marée de la Saint-Marcel.
- 1920 : aux États-Unis, les ligues de tempérance triomphent, du fait de l'entrée en vigueur de la prohibition de l'alcool, qui fera aussi la fortune du crime organisé.
- 1945 : nationalisation de Renault en France.
- 1970 : le Canada annonce sa conversion au système métrique.
- 1973 : le gynécologue belge Willy Peers est arrêté sur dénonciation anonyme pour avoir procédé à l'avortement d'une femme de 27 ans (début de l'affaire Peers).
- 1976 : pénurie de pommes de terre et début de panique en Belgique.
- 1996 : une semaine après la mort de François Mitterrand, son ancien médecin personnel le Dr Claude Gubler affirme que l'ancien président français se savait atteint d'un cancer depuis novembre 1981 et qu'il n'était plus en état d'assumer ses fonctions depuis novembre 1994, dans un livre intitulé Le Grand Secret. Le tribunal de grande instance de Paris ordonnera l'interdiction de la diffusion de ce livre le surlendemain.
- 1997 : le fils de 27 ans du comédien américain Bill Cosby Ennis Cosby est retrouvé mort dans sa voiture sur une autoroute près de Santa Monica en Californie, tué d'une balle dans la tête après s'être arrêté pour réparer une crevaison.
- 1998 : dans une tempête au large de Saint-Pierre-et-Miquelon, le vraquier Flare se brise en deux et vingt-et-un marins périssent.
- 1999 : mort de deux bébés dans une clinique de Louvain en Belgique, ayant reçu du chlorure de potassium à la place du glucose prévu en raison d'une erreur d'étiquetage.
- 2001 : le pétrolier équatorien transportant plus de neuf mille tonnes de fioul Jessica s'échoue au large de l'archipel des Galapagos sanctuaire d'animaux marins. Plus de sept cents tonnes de fioul se déverseront au large de l'île mais seront emportés vers le large par les courants et vents.
- 2002 : le rapport final rendu par le Bureau Enquête-Accidents (BEA) sur l'accident du Concorde survenu le 25 juillet 2000 au-dessus de Gonesse (Val-d'Oise en Île-de-France) confirme que la présence d'une lamelle métallique perdue par un avion cinq minutes plus tôt sur la piste est à l'origine de la catastrophe aérienne qui a entraîné 113 morts.
- 2004 :
  - inculpé en décembre pour agressions sexuelles sur mineur, la star de la chanson et de la danse Michael Jackson plaide non coupable devant le tribunal de Santa Maria (Californie).
  - La chambre des Représentants du Maroc adopte à l'unanimité la loi de réforme visant à consacrer « l'égalité juridique entre l'homme et la femme » dans le code de la famille (Mouadawana).

## Naissances

### XVesiècle
- 1409 : René d'Anjou, duc de Bar, de Lorraine, d'Anjou, comte de Provence, roi de Naples, de Jérusalem et d'Aragon († 10 juillet 1480)[10].

### XVIIesiècle
- 1624 : Pierre Lambert de La Motte, religieux et fondateur des Missions étrangères de Paris († 15 juin 1679).
- 1626 : baptême de Lucas Achtschellinck, peintre brabançon baroque († 12 mai 1699).
- 1653 : Johann Conrad Brunner, médecin suisse († 2 octobre 1727).
- 1655 : Bernard de Montfaucon, religieux et théologien français († 21 décembre 1741).
- 1671 : John Wentworth, colon anglais de la Nouvelle-Angleterre († 12 décembre 1730).
- 1672 : Francesco Mancini, compositeur et organiste italien († 22 septembre 1737).
- 1675 : Louis de Rouvroy de Saint-Simon, duc et pair de France, courtisan et écrivain mémorialiste français († 2 mars 1755)[10].
- 1678 : François Cottignies dit Brûle Maison, chansonnier français († 1er février 1740).

### XVIIIesiècle
- 1756 : Martin Michel Charles Gaudin, homme politique français († 5 novembre 1841).
- 1771 : Louis Jacques de Coehorn, militaire français, baron d'Empire († 29 octobre 1813).
- 1795 : Carl Christian Rafn, archéologue danois († 20 octobre 1864).

### XIXesiècle
- 1806 : Bernhard von Neher, peintre allemand († 17 janvier 1886).
- 1813 : Yvon Villarceau, ingénieur, mathématicien, astronome français († 23 décembre 1883).
- 1814 : Henning Hamilton, aristocrate et homme politique suédois († 15 janvier 1886).
- 1815 : Henri Moisy, linguiste français († 3 novembre 1886).
- 1822 : Henri d'Orléans, militaire et homme politique français, duc d'Aumale, fils du roi Louis-Philippe Ier († 7 mai 1897).
- 1849 : Eugène Carrière, peintre français († 27 mars 1906).
- 1853 : André Michelin, industriel français († 4 avril 1931)[10].
- 1858 : Henri Gourgouillon, sculpteur français († 3 mars 1902).
- 1872 : Henri Büsser, compositeur et chef d'orchestre français († 30 décembre 1973)[10].
- 1873 : Boyd Alexander, militaire, explorateur et ornithologue britannique († 2 avril 1910).
- 1880 : Samuel Jones, athlète américain champion olympique en saut en hauteur en 1904 († 13 avril 1954).
- 1884 : Jules Supervielle, écrivain français († 17 mai 1960)[10].
- 1885 : Enrico Porro, lutteur italien champion olympique en 1908 († 14 mars 1967).
- 1886 : 
  - George Bowyer, homme politique britannique († 30 novembre 1948).
  - Louisa Durrell, mère de Lawrence Durrell, de Gerald Durrell et de Margaret Durrell († 24 janvier 1964).
  - Martin Faust, acteur et réalisteur américain († 20 juillet 1943).
  - Karl Vollbrecht, chef décorateur allemand († 10 janvier 1973).
- 1889 : Irène Bordoni, actrice de cinéma française († 19 mars 1953).
- 1900 : Edith Frank, personnalité germano-néerlandaise, mère d'Anne Frank († 6 janvier 1945).

### XXesiècle
- 1901 : 
  - Jacques Auger, acteur québécois († 9 décembre 1977).
  - Rubén Fulgencio Batista, militaire et homme politique cubain, président de la République en deux fois († 6 août 1973).
  - Frank Zamboni, inventeur américain († 27 juillet 1988).
- 1902 : Eric Liddell, athlète et joueur de rugby écossais, champion olympique sur 400 m en 1924 († 21 février 1945).
- 1903 : Pierre-Henri Simon, homme de lettres et historien français († 20 septembre 1972).
- 1906 : François Coulet, militaire et diplomate français († 11 juin 1984).
- 1908 : Ethel Merman, actrice américaine († 15 février 1984).
- 1910 :
  - Jay Hanna « Dizzy » Dean, joueur de baseball américain († 17 juillet 1974).
  - Mario Tobino, homme de lettres et psychiatre italien († 11 décembre 1991).
- 1911 : Roger Lapébie, cycliste français († 12 octobre 1996).
- 1915 : Harold Copp (en), physiologiste et biochimiste canadien († 17 mars 1998).
- 1916 : William Samuel Verplanck Junior, psychologue américain († 30 septembre 2002).
- 1917 : Justin Ahomadegbé, dentiste et homme politique béninois, Premier ministre du Dahomey de 1964 à 1965 († 8 mars 2002).
- 1918 :
  - Jean Gaven, acteur français († 5 mai 2014).
  - Marcelo González Martín, prélat espagnol, archevêque de Tolède de 1971 à 1995 († 25 août 2004).
  - Stirling Silliphant, scénariste américain († 26 avril 1996).
- 1919 : Roger Nicolas, humoriste français († 17 août 1977).
- 1920 : Stéphane II Ghattas, prélat égyptien, patriarche copte catholique d'Alexandrie de 1986 à 2006 († 20 janvier 2009).
- 1921 :
  - Francesco Scavullo, photographe américain († 6 janvier 2004).
  - Pierre Sipriot, journaliste français († 13 décembre 1998).
- 1924 :
  - Katy Jurado (María Cristina Estela Claudia Soledad Katherina Lucía Marcela Jurado García), actrice mexicaine († 5 juillet 2002).
  - Henri-Jean Martin, historien français († 13 janvier 2007).
- 1925 : Anne-Marie Carrière, actrice française († 29 décembre 2006)[10].
- 1926 : Abraham Serfaty, homme politique marocain († 18 novembre 2010).
- 1929 : Jean Boissonnat, économiste et homme de presse français († 25 septembre 2016).
- 1930 : 
  - Clarence Ray Allen, criminel américain († 17 janvier 2006).
  - Micheline Luccioni (Micheline Jeanne Labourot dite), actrice française († 24 décembre 1992).
- 1931 : Johannes Rau, journaliste et homme politique allemand, président fédéral d'Allemagne de 1999 à 2004 († 27 janvier 2006).
- 1932 :
  - Keiko Ai / 阿井 景子 (?) (Ura Junko / 浦 順子? dite), écrivaine japonaise.
  - Dian Fossey, zoologiste américaine († 26 décembre 1985).
  - Alain Jessua, cinéaste français († 30 novembre 2017).
- 1933 : 
  - Henri Marteau, acteur français († 21 janvier 2005).
  - Susan Sontag, romancière américaine († 28 décembre 2004).
- 1934 :
  - Marcel Barouh, pongiste français.
  - Robert Lenard « Bob » Bogle (en), guitariste américain du groupe The Ventures († 14 juin 2009).
  - Marcel-Pierre Cléach, homme politique français († 18 mars 2019).
  - Marilyn Horne, artiste lyrique américaine.
- 1935 : Anthony Joseph Foyt Jr., pilote automobile américain.
- 1936 : Charles Corver, arbitre de football néerlandais (demi-finale mondiale masculine France-RFA en 1982 ; † 10 novembre 2020).
- 1937 : Francis George, prélat américain († 17 avril 2015).
- 1938 : Jean-Claude Narcy, journaliste français[10].
- 1939 : 
  - Lothar Metz, lutteur allemand champion olympique († 23 janvier 2021).
  - Jean Van Hamme, scénariste de bande dessinée et romancier belge.
- 1941 : Ewa Demarczyk, chanteuse polonaise († 14 août 2020).
- 1942 :
  - René Angélil, agent artistique canadien († 14 janvier 2016).
  - Richard Bohringer, acteur, chanteur et écrivain franco-sénégalais[10].
  - Nicole Fontaine, femme politique française, 24e présidente du Parlement européen, 2e femme à cette fonction († 17 mai 2018).
  - Barbara Lynn, chanteuse, guitariste et compositrice américaine.
- 1943 :
  - Gavin Bryars, musicien britannique.
  - Brian Ferneyhough, musicien britannique.
  - Ronnie Milsap, chanteur et pianiste américain de musique country.
- 1944 :
  - James Wayne « Jim » Stafford (en), chanteur, compositeur, musicien et humoriste américain.
  - Maria Lucia « Marilù » Tolo, actrice italienne.
- 1945 : Joscelyn Godwin, compositeur, musicologue et traducteur anglais en musique ancienne, ésotérisme et occultisme.
- 1946 : Michael Lloyd Coats, astronaute américain.
- 1947 : Juliet Berto (Annie Jamet dite), femme de théâtre et de cinéma française († 10 janvier 1990)[10].
- 1948 :
  - John Carpenter, réalisateur et compositeur américain.
  - Anatoli Soloviov (Анатолий Яковлевич Соловьёв), cosmonaute russe.
- 1949 : Patrice Arditti, journaliste, présentateur et animateur français de télévision et de radio.
- 1951 :
  - Pauline Larrieu, actrice française.
  - Michel Pascal, chanteur québécois († 17 décembre 2019).
  - Ashot Sargsyan, historien et homme politique arménien, spécialiste d'arménologie.
- 1952 :
  - Piercarlo Ghinzani, pilote automobile italien.
  - Lloyd Blaine Hammond, astronaute américain.
- 1954 : Wolfgang Schmidt, athlète allemand, spécialiste du lancer du disque.
- 1955 : 
  - François Barouh, kayakiste français médaillé olympique.
  - Piotr Cieśla, handballeur polonais.
  - Jerry Michael Linenger, astronaute américain.
- 1959 :
  - Helen Folasade « Sade » Adu (prononcer [chadé]), chanteuse nigériano-britannique.
  - Patricia Tulasne, actrice québécoise.
- 1961 :
  - Nicolas Miguet, homme d'affaires français.
  - Dirk De Wolf, cycliste belge.
- 1966 : Maxine Jones, chanteuse américaine du groupe En Vogue.
- 1968 : David Chokachi, acteur américain.
- 1971 : Sergi Bruguera, joueur de tennis espagnol.
- 1972 : Zaruhi Postanjyan, femme politique arménienne.
- 1973 : 
  - Nathalie Giguère, athlète québécoise de natation spécialisée dans le 200 m brasse.
  - Somluck Kamsing, chanteur, acteur et boxeur thaïlandais champion olympique.
- 1974 :
  - Àngel Llàcer, acteur et metteur en scène espagnol.
  - Katherine Ann « Kate » Moss, mannequin britannique.
- 1976 : 
  - Lysa Ansaldi, chanteuse et comédienne française.
  - Debbie Ferguson-McKenzie, athlète bahaméenne championne olympique du relais 4 x 100 m.
- 1979 :
  - Aaliyah (Aaliyah Dana Haughton dite), chanteuse américaine († 25 août 2001).
  - Brenden Morrow, hockeyeur professionnel canadien.
  - Jason Ward, hockeyeur professionnel canadien.
- 1980 :
  - Seydou Keita, footballeur malien.
  - Albert Pujols, joueur de baseball professionnel dominicain.
- 1981 :
  - Mỹ Tâm (Phan Thị Mỹ Tâm dite), chanteuse vietnamienne.
  - Nicholas « Nick » Valensi, musicien américain, guitariste du groupe The Strokes.
- 1984 : Stephan Lichtsteiner, footballeur suisse.
- 1985 :
  - Joseph Vincent « Joe » Flacco, joueur américain de football américain.
  - Florence Lepron, basketteuse française.
  - Sidharth Malhotra (सिद्धार्थ मल्होत्रा), acteur et mannequin indien.
  - Renée Felice Smith, actrice américaine.
- 1986 :
  - Souarata Cissé, basketteur français.
  - Petteri Nokelainen, hockeyeur professionnel finlandais.
- 1987 : 
  - Jake Epstein, acteur américain.
  - Quỳnh Anh, chanteuse belge d'origine vietnamienne.
  - Annari Viljoen, joueuse sud-africaine de badminton.
  - Piotr Żyła, sauteur à ski polonais.
- 1988 :
  - Nicklas Bendtner, footballeur danois.
  - Cynthia Phaneuf, patineuse artistique québécoise.
- 1989 : Yvonne Zima, actrice américaine.
- 1991 : 
  - Tom van Kalmthout, acteur néerlandais.
  - Matthew « Matt » Duchene, hockeyeur professionnel canadien.
- 1994 : Oyeniyi Abejoye, athlète nigérian.
- 1996 : Jennie, chanteuse et rappeuse sud-coréenne du girl group Blackpink.

### XXIesiècle
- 2003 : Anahita Zahedifar, joueuse d'échecs iranienne.

## Décès

### XIIIesiècle
- 1263 : Shinran / 親鸞, religieux japonais (° 21 mai 1173).

### XVIIesiècle
- 1659 : Charles Annibal Fabrot, juriste français (° 15 septembre 1580).
- 1678 : Madeleine de Souvré, marquise de Sablé, femme de lettres française (° 1599).

### XVIIIesiècle
- 1710 : Higashiyama (東山天皇), empereur du Japon de 1687 à 1709 (° 21 octobre 1675).
- 1794 : Edward Gibbon, historien britannique (° 27 avril 1737).

### XIXesiècle
- 1807 : Laurent Férou, officier haïtien (° 1765).
- 1823 : Victurnien Bonaventure de Rochechouart de Mortemart, militaire et homme politique français (° 28 octobre 1753).
- 1854 : Charles Gaudichaud-Beaupré, botaniste français (° 4 septembre 1789).
- 1856 : Thaddeus William Harris, naturaliste américain (° 12 novembre 1795).
- 1879 : Octave Crémazie, poète québécois (° 16 avril 1827).
- 1880 : Charles Nègre, peintre français (° 9 mai 1820).
- 1885 : Edmond About, écrivain et académicien français (° 14 février 1828).
- 1886 : 
  - Adolphe Favre, journaliste, poète, écrivain et dramaturge français (° 1er mai 1808).
  - Henri-Jean Lefortier, peintre français (° 2 octobre 1819).
  - Amilcare Ponchielli, compositeur italien (° 1er septembre 1834).
- 1891 (ou 16 février) : Léo Delibes, compositeur français académicien ès beaux-arts (° 21 février 1836).
- 1899 : Charles Chiniquy, prêtre d’origine québécoise devenu prédicateur anticatholique (° 30 juillet 1809).

### XXesiècle
- 1903 : Romain Bigot, inventeur français du bigophone (° 4 mai 1835).
- 1919 : Francisco de Paula Rodrigues Alves, avocat devenu président de la république des États-Unis du Brésil (° 7 juillet 1848).
- 1922 : Henri Brocard, mathématicien français (° 12 mai 1845).
- 1931 : Jean-Marc Bel, explorateur et géologue français (° 22 avril 1855).
- 1936 : Albert Fish, tueur en série américain (° 19 mai 1870).
- 1942 : 
  - Arthur de Connaught et Strathearn, fils de la reine Victoria (° 1er mai 1850)
  - Carole Lombard, actrice américaine (° 6 octobre 1908).
- 1957 : Arturo Toscanini, chef d'orchestre italien (° 25 mars 1867).
- 1962 : Ivan Meštrović, sculpteur croate (° 15 août 1883).
- 1967 : Robert Van de Graaff, physicien américain (° 20 décembre 1901).
- 1969 : Vernon Duke (Vladimir Alexandrovitch Dukelsky dit), compositeur et parolier américain d’origine russe (° 10 octobre 1903).
- 1972 : 
  - David Seville, pianiste, chanteur, compositeur et acteur américain (° 27 janvier 1919).
  - Irène Tunc, actrice française (° 25 septembre 1934).
- 1973 : Nellie Yu Roung Ling, danseuse chinoise (° 1889)
- 1976 : Hideichi Yokozeki, cartographe japonais (° 11 novembre 1900).
- 1981 : Bernard Lee, acteur britannique (° 10 janvier 1908).
- 1982 : Harald Agersnap, compositeur, chef d'orchestre, violoncelliste et pianiste danois (° 2 mars 1899).
- 1984 : Kenneth Arnold, aviateur américain (° 29 mars 1915).
- 1986 : 
  - Jean Cassou, résistant et homme de lettres français (° 9 juillet 1897).
  - Hervé Jaouen, amiral français (° 5 mai 1923).
- 1989 : Pierre Boileau, du tandem d'écrivains français à suspens Boileau-Narcejac (° 28 avril 1906).
- 1993 :
  - Glenn Corbett, acteur américain (° 17 août 1933).
  - Svetozar Vujović, footballeur puis entraîneur yougoslave (° 3 mars 1940).
- 1997 : Juan Landazuri Ricketts, prélat péruvien (° 19 décembre 1913).
- 1998 : Dimítris Horn, acteur grec (° 9 mars 1921).
- 2000 : 
  - Will « Dub » Jones (en), chanteur américain du groupe The Coasters (° 14 mai 1928).
  - Chean Vam (ឈាន វ៉ម), homme politique cambodgien, Premier ministre du Cambodge en 1948 (° 1916).

### XXIesiècle
- 2001 : 
  - Laurent-Désiré Kabila, guérilléro puis homme politique président de la république démocratique du Congo (° 27 novembre 1939).
  - Jules Vuillemin, philosophe français (° 15 février 1920).
- 2002 : 
  - Jean Elleinstein, historien français (° 6 août 1927).
  - Jean-François Jonvelle, photographe français (° 3 octobre 1943).
  - Carl « Bobo » Olson, boxeur américain (° 11 juillet 1928).
- 2004 : Kalevi Sorsa, homme politique trois fois Premier ministre de la Finlande (° 21 janvier 1930).
- 2007 : 
  - Rudolf-August Oetker, entrepreneur et milliardaire allemand (° 20 septembre 1916).
  - Peter Ronson, acteur et athlète islandais (° 22 avril 1934).
  - Yuri Shtern, homme politique israélien (° 29 mars 1949).
- 2008 : 
  - Jorge de Bagration, pilote de rallye automobile espagnol (° 22 février 1944).
  - Raymond Cambefort, vétéran français de la Première Guerre mondiale (° 11 février 1900).
  - Nikola Kljusev, économiste, homme politique et académicien macédonien (° 2 octobre 1927).
  - Pierre Lambert, homme politique français (° 9 juin 1920).
  - Munjuku Nguvauva II, chef traditionnel namibien (° 1er janvier 1923).
  - Hone Tuwhare, poète néo-zélandais (° 21 octobre 1922).
  - Bungo Yoshida, marionnettiste japonais (° 3 mai 1934).
- 2009 : Andrew Wyeth, peintre américain (° 12 juillet 1917).
- 2010 : Carl Smith, chanteur et guitariste country américain (° 15 mars 1927).
- 2011 :  
  - Joseph Poli, journaliste français de télévision (° 14 avril 1922).
  - Stefka Yordanova, athlète de sprint et de demi-fond bulgare (° 9 janvier 1947).
- 2012 : Pierre Goubert, historien français (° 25 janvier 1915).
- 2013 : Perrette Pradier (Perrette Chevau dite), actrice et doubleuse vocale française (° 17 avril 1938).
- 2017 : Eugene Cernan, astronaute américain (° 14 mars 1934).
- 2018 : Jo Jo White, basketteur américain (° 16 novembre 1946).
- 2020 : Christopher Tolkien, éditeur britannique (° 21 novembre 1924).
- 2021 : Harvey Phillip « Phil » Spector, producteur de musique et auteur-compositeur américain (° 26 décembre 1939).
- 2022 : 
  - Alekos Fassianos, peintre grec (° 13 décembre 1935).
  - Ibrahim Boubacar Keïta, président malien élu et réélu, renversé par une junte militaire en 2020 (° 29 janvier 1945).
  - Paul Myners, homme d'affaires et homme politique britannique (° 1er avril 1948).
- 2023 :
  - Paul Yao Akoto, homme politique ivoirien (° 12 avril 1938).
  - Mousse Boulanger, journaliste, productrice à la radio, comédienne, animatrice de spectacles poétiques, écrivaine et poète suisse (° 3 novembre 1926).
  - Vladas Česiūnas, céiste soviétique puis lituanien (° 15 mars 1940).
- 2024 :
  - José Agustín, écrivain, journaliste et réalisateur mexicain (° 19 août 1944).
  - Jean-Baptiste Bokam, homme politique camerounais (° 10 octobre 1951).
  - Ottavio Dazzan, coureur cycliste argentin puis italien (° 2 janvier 1958).
  - Hans Feurer, photographe de mode suisse (° 22 septembre 1939).
  - Laurie Johnson, compositeur et producteur britannique (° 7 février 1927).
  - Peter Schickele, compositeur américain (° 17 juillet 1935).
  - Sergio Sebastiani, cardinal italien (° 11 avril 1931).
  - Jacques Teulet, artiste-peintre, graphiste et lithographe figuratif français (° 20 février 1949).
  - Lise Thiry, personnalité scientifique belge (° 5 février 1921).
  - Vaino Väljas, homme politique soviétique puis estonien (° 28 mars 1931).
  - Luis Felipe Zegarra, prêtre et théologien catholique péruvien (° 5 octobre 1938).
  - Lahcen Zinoun, danseur, chorégraphe et réalisateur marocain (° 14 septembre 1944).
- 2025 :
  - Harry Bild, footballeur suédois (° 18 décembre 1936).
  - Geneviève Callerot, résistante, agricultrice, militante et romancière française (° 6 mai 1916).
  - Abdoulaye Diabaté, pianiste de jazz sénégalais (° 1959).
  - Jacques Garello, économiste français (° 1934).
  - Jacques Guittet, escrimeur français (° 12 janvier 1930).
  - Marc Hollogne, auteur, réalisateur, acteur et metteur en scène belge (° 16 décembre 1961).
  - Joan Plowright, actrice britannique (° 28 octobre 1929).
  - Bob Uecker, joueur de baseball, journaliste sportif, auteur et acteur américain (° 26 janvier 1934).
  - Masaharu Ueda, directeur de la photographie japonais (° 1er janvier 1938).

## Célébrations

### Internationales et nationales
- Bénin : jour des martyrs[11].

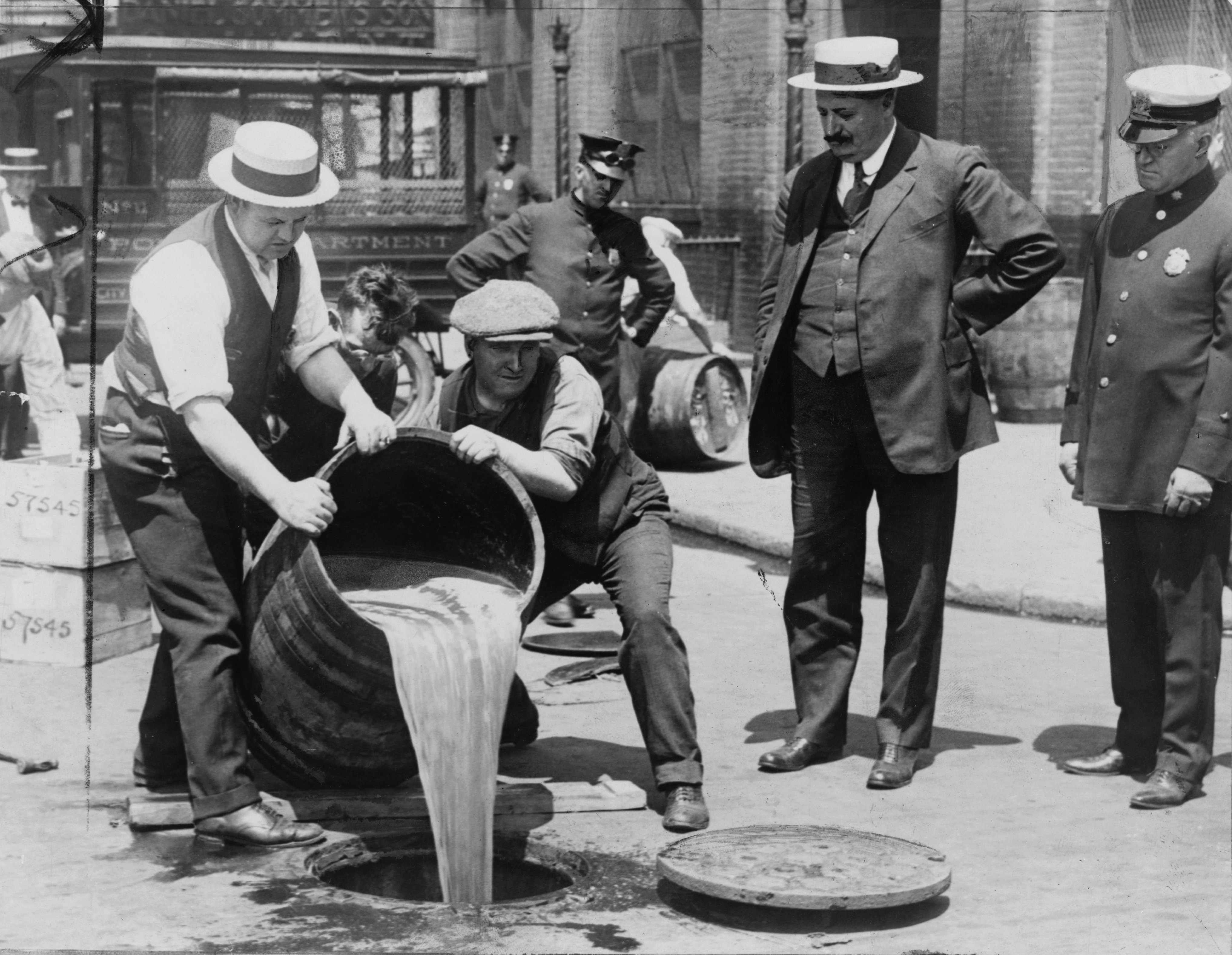
Destruction d'alcool à New York pendant la prohibition.

- Birmanie : วันครู / « fête des professeurs ».
- États-Unis d'Amérique du Nord :
  - National Religious Freedom Day (en) / « journée nationale de la liberté religieuse » commémorant l'adoption des principes de Thomas Jefferson sur la liberté religieuse en 1786 ;
  - journée du souvenir de la prohibition (photographie ci-contre)[12].
- Thaïlande : วันครู / « fête des professeurs ».

### Religieuses
- Bouddhisme au Japon : commémoration de Shinran Shōnin.
- Christianisme orthodoxe : chaînes de Saint(-)Pierre(-aux-liens).

### Saints des Églises chrétiennes

#### Saints catholiques et orthodoxes du jour
Saints catholiques et orthodoxes :
- Danacte († IVe siècle), lecteur de l'Église d'Aulone (Illyrie), martyr près de Gagliano del Capo.
- Fris († 732), soldat qui lutta contre les Sarrasins, martyr au Bassoues.
- Fursy de Péronne († 650), fondateur de monastères en Irlande, en Angleterre et en France.
- Jacques de Tarentaise († 429), moine à Lérins Saint-Honorat et 1er évêque de Tarentaise, honoré comme apôtre de la Savoie (voir aussi Saint-François-de-Sales les 24 janvier).
- Honorat d'Arles († 430), abbé de Lérins puis archevêque d'Arles.
- Marcel Ier († 309), 30e pape, martyr sous Maxence.
- Mélas († 390), évêque à Rhinocolura.
- Titien d'Oderzo († 632), évêque d'Oderzo.
- Tammaro († 490), évêque.
- Tozzo († 661), évêque d'Augsbourg (Bavière).
- Trivier († 550), moine à l'abbaye de Thérouanne puis ermite dans la Dombes (près de la Bresse, actuel Ain au nord-est de l'agglomération lyonnaise en Rhône-Alpes-Auvergne, France).

#### Saints et bienheureux catholiques du jour
Saints et bienheureux catholiques :
- Bérard, Othon, Pierre, Adjutus et Accurse († 1220), franciscains martyrs .
- Henri de Coquet († 1127), noble danois puis ermite dans l'île de Coquet.
- Jeanne de Bagno (it) († 1105), religieuse camaldule à Bagno di Romagna.
- Jeanne-Marie Condesa Lluch († 1916), bienheureuse religieuse espagnole fondatrice des Servantes de l'Immaculée Conception.
- Joseph Vaz († 1711), religieux oratorien, missionnaire indien, apôtre du Sri Lanka.
- Giuseppe Tovini († 1897), bienheureux laïc italien, tertiaire franciscain.
- Louis-Antoine Ormières († 1890), bienheureux prêtre français fondateur de congrégation.
- Thomas Illyricus († 1528), bienheureux franciscain ermite à La Teste-de-Buch.

#### Saints orthodoxes du jour
- Maxime de Totma († 1650), prêtre.
- Romain de Ravanitza († 1374), moine.

### Prénoms[Où?]
Bonne fête aux Marcel et ses variantes et dérivés : Marcelino, Marcelito, Marcellin, Marcellino, Marcello, Marcelo, Celian, etc. Les Marcelle et leurs autres variantes féminines étant plutôt célébrées 15 jours après ; les Marcellin et leurs variantes à une autre date aussi au moins.
Et aussi aux :
- Bérard et ses féminins : Bérarde, Bérardine ;
- aux Fursy,
- Honorat,
- Othon (voir plutôt les 30 juin et 28 décembre) et ses variantes ou dérivés : Otacilia, Othello, Othilie, Otto, Otton, etc.

## Traditions et superstitions

### Dictons
- « À la saint Honorat, rarement soleil il y a. »[15]
- « Entre le 10 et le 20 janvier, les plus contents sont les drapiers. »[16]
- « Prépare pour saint Marcel [ou saint Marcellin] tes graines nouvelles. »[17]
- « Saint Marcellin, bon pour l'eau bon pour le vin. »[18]

### Astrologie
- Signe du zodiaque : 26e jour du signe astrologique du Capricorne.